# لارس ریدل
لارس ریدل (انگلیسی: Lars Riedel؛ زادهٔ ۲۸ ژوئن ۱۹۶۷) یک ورزشکار اهل آلمان است.